# Kinrooi
Kinrooi est une commune néerlandophone de Belgique située en Région flamande dans la province de Limbourg.
Elle est née de la fusion de Kinrooi, Kessenich, Molenbeersel, et Ophoven en 1977.

## Sections de la commune
| # | Section      | Superf. (km2) | Habitants (2020) | Habitants par km2 | Code INS |
| - | ------------ | ------------- | ---------------- | ----------------- | -------- |
| 1 | Kinrooi      | 10,64         | 3 627            | 341               | 72018A   |
| 2 | Molenbeersel | 20,95         | 3 538            | 169               | 72018B   |
| 3 | Kessenich    | 10,28         | 1 898            | 185               | 72018C   |
| 4 | Ophoven      | 12,93         | 3 130            | 242               | 72018D   |

### Localités

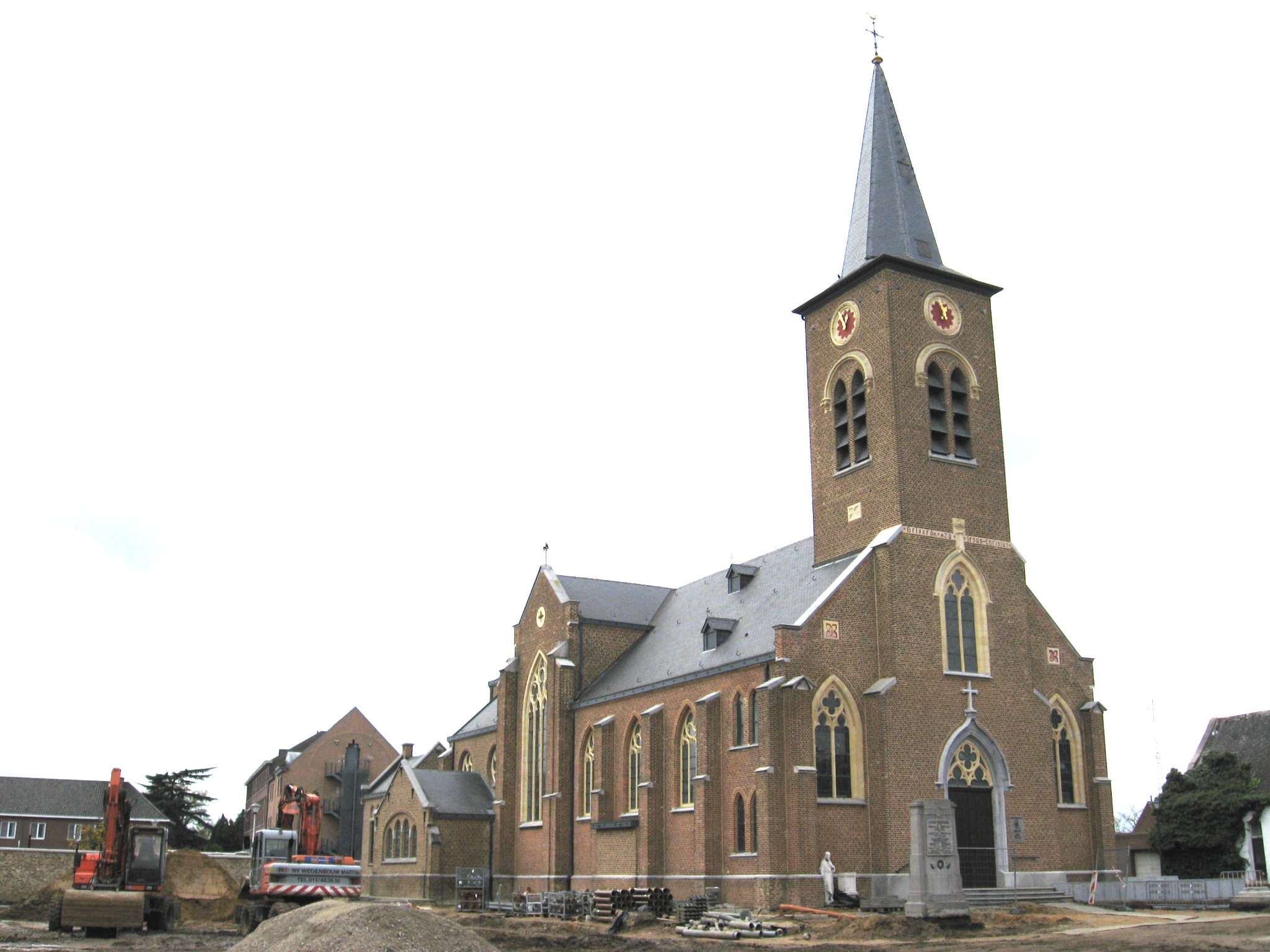
Église Saint-Martin.

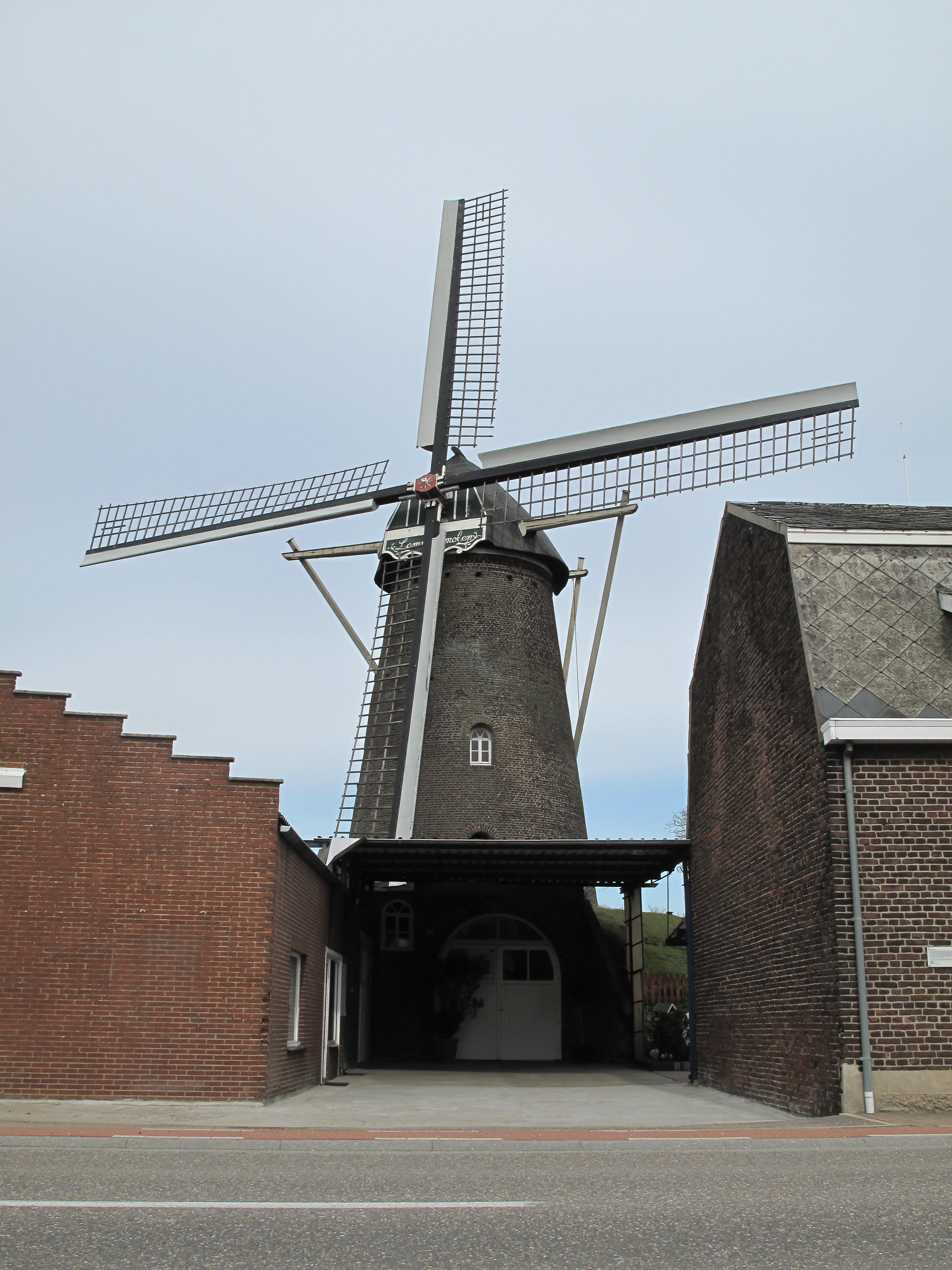
Moulin.

Geistingen

## Héraldique
|  | La commune possède des armoiries qui lui ont été octroyées le 7 juillet 1987. Elles sont une combinaison des pals du Comté de Looz, auxquelles une grande partie de la municipalité a toujours appartenu. L'aigle provient des armoiries de la principauté du couvent de Thorn, qui se trouve maintenant aux Pays-Bas, qui possédait la majeure partie du domaine de Molenbeersel. Comme le couvent de Thorn était une principauté libre et impériale, l’aigle impériale était utilisée comme son symbole. Le support est Saint-Lambert, patron de la plus ancienne église de la commune et dérivé des armoiries de l'ancienne municipalité d'Ophoven. Blasonnement : Parti au 1 burelé de gueules et d’or de dix pièces, au 2. d'or, la moitié d'une aigle impériale de sable. L'écu placé devant un saint Lambert d'or. (Traduction libre) Source du blasonnement : Heraldy of the World. |

## Démographie

### Évolution démographique de la section de Kinrooi
- Sources : INS, www.limburg.be et Commune de Kinrooi.
- 1846 : érigée en commune à part entière après scission de Kessenich en 1845.

### Évolution démographique de la commune fusionnée
En tenant compte des anciennes communes entraînées dans la fusion de communes de 1971, on peut dresser l'évolution suivante :
- Source : DGS - Remarque: 1831 jusqu'à 1981=recensement; depuis 1990=nombre d'habitants chaque 1er janvier[3]